# Палата представителей Мичигана
Пала́та представи́телей Мичига́на — нижняя палата законодательного собрания штата Мичиган. В палату представителей избираются на 2 года. Заседающим не разрешается служить более 3-х сроков. Срок полномочий выборных государственных служащих, членов законодательного органа начинается в двенадцать часов первого дня января, следующего за их выборами.